# 莫妮卡·马西亚斯
莫妮卡·馬西亞斯（西班牙語：Mónica Macías，1972年—）是一位赤道幾內亞裔作家，赤道幾內亞首任總統弗朗西斯科·马西亚斯·恩圭马的女兒。

## 早年經歷
莫妮卡·馬西亞斯生於赤道幾內亞，七歲時被送往北韓學習，生活起居受到時任北韓國家領導人金日成的關照。然而，就在她抵達北韓幾個月後，她的父親，時任赤道幾內亞總統弗朗西斯科·马西亚斯·恩圭马在1979年赤道幾內亞政變中被其侄兒特奧多羅·奧比昂·恩圭馬·姆巴索戈趕下台。在其父受審並被處決後，馬西亞斯的母親和馬西亞斯三兄妹被困在北韓。不久之後，其母拋棄孩子離開了北韓。儘管如此，金日成還是繼續履行照顧她的承諾，將她送入平壤萬景台革命學院學習。金日成定期透過電話詢問她的情況，並幫助她在平壤輕工業大學完成大學學業。馬西亞斯在平壤居住到1994年後，為了調查父親的死而離開北韓，前往她外祖父的出生地，赤道幾內亞的前殖民母國西班牙。此後，她遊歷美國、中華人民共和國、韓國等國之後，最終定居在英國。

## 作家生涯
2013年，馬西亞斯出版了用韓文寫就的回憶錄《我是平壤的莫妮卡》（韓語：나는 평양의 모니카입니다），引發媒體的關注。書中，她講述了她在北韓和南韓的經歷，以及這些經歷如何塑造了她對兩國問題的看法。
2023年3月，馬西亞斯用英文出版了她的第二本回憶錄《平壤的黑人女孩》（Black Girl from Pyongyang），由達克沃斯出版社出版，引起了更多的認可和關注。馬西亞斯在書中分享了她對大約3000名認識她父親的人的採訪結果，並得出結論：她的父親並沒有犯下那些被判處死刑時宣告的罪行。馬西亞斯還在她的書中透露，她漸漸為她的“繼父”金日成感到自豪，但當她搬到西方時，她卻不得不隱藏自己的出身，因為她是由兩個被稱為殘暴獨裁者的男人撫養長大的。
馬西亞斯最近的作品中總結了她對自己的生父和金日成等爭議人物的立場，也闡釋了她對國家道德概念的更廣泛的哲學觀點。她對國際社會上譴責這些人物的呼聲表示堅決的反對和拒絕，並將金日成視為她的救星。她還認為，沒有一個國家本質上是“善”或“惡”的，而且沒有哪個國家擁有規訓其他國家的道德權威。

## 外部鏈接
- 對莫妮卡·馬西亞斯的採訪 （页面存档备份，存于）